# Sukhoi Su-27
El Sukhoi Su-27 (rus: Сухой Су-27, denominació OTAN: Flanker A/B) és un interceptor monoplaça rus, dissenyat per l'empresa aeronàutica Sukhoi (SDB), dirigida per l'enginyer Mikhaïl Símonov i el seu líder històric Pàvel Sukhoi. S'han creat diverses variants, algunes de les quals han rebut una nova denominació: Su-30, Su-33, Su-35, Su-37.
L'any 2009, l'aeronau estava en servei en els països de l'antiga Unió Soviètica i en diversos altres països, particularment a Àfrica i Àsia (especialment la Xina i l'Índia). El preu d'exportació és aproximadament 35 milions de dòlars dels EUA per avió, o 70 milions de dòlars amb un crèdit de deu anys.

## Disseny
El 1969, els líders de la Unió Soviètica van iniciar el projecte Perspektivnyi Frontovoy Istrebitel destinat a produir un avió de combat superior als que els Estats Units i l'OTAN tenien o estaven preparant (principalment l'F-15 Eagle, el desenvolupament del qual ja havia començat).
Després de considerar diverses possibilitats, els enginyers de Sukhoi van presentar un projecte definitiu, designat T-10, el 1971. La configuració general del dispositiu és relativament similar a l'F-15 EUA: dos motors, d'ala alta, la mesura de la deriva, dimensions comparables. Aquest és el primer l'avió soviètic naturalment inestable i dotat de comandaments de vol elèctrics. Gran i pesant, el Flanker és un avió altament maniobrable. Durant les exhibicions, els pilots fan regularment la figura anomenada Cobra, practicable amb una desacceleració i un angle dinàmic de 120°. Els pilots del Su-27 han creat noves figures molt complexes i perilloses, que de vegades condueixen a accidents com el xoc entre dos Su-27 pertanyents als Cavallers de Rússia, el 16 d'agost de 2009.
El prototip va realitzar el seu vol inaugural el 20 de maig de 1977. Però, a causa de diversos defectes (massa pesant, reactors sense potència suficient, etc.), l'aeronau no va complir amb les expectatives de la Força Aèria Soviètica (VVS). Després de dos accidents en quatre prototips en juliol de 1978, amb les morts dels pilots, el desenvolupament es va veure frenat en gran manera. Va ser només després de 1981 que el SDB va construir un nou prototip, el T-10 S-1 (T-10-7, Flanker-B), que tenia molt més en comú amb el T-10, va fer el seu primer vol el 20 abril 1981. Aquesta versió va ser acceptada i el Su-27 es va començar a produir en sèrie a Komsomolsk el 1983. Va entrar en servei en 1985, encara que els últims problemes no van ser resolts fins a 1990.
A partir de 1986 un Su-27 modificat, P-42, va trencar 27 rècords de velocitat ascensional i altitud, inclòs el de màxima altitud per un caça. Alguns rècords els tenia l'F-15 Eagle.
Una variant naval va ser provada per primera vegada el 17 agost de 1987, el Su-27t-10K (actualment Su-33) amb ales plegables, un ganxo de cua i tren d'aterratge reforçat. Aquesta versió va començar a ser entregada a l'aviació naval russa a partir de 1993.

## Variants
Les variants del Su-27 són nombroses. Per citar només els principals:
- El T-10 Flanker-A, que generalment es refereix als primers prototips, molt diferent de la versió estàndard (-21F motors Al-3, pendent de ròssec, retracció del tren de rodatge davanter cap enrere...). Aquests primers prototips van ser anomenats codi temporal de Ram-K, Ram es refereix a Ramenskoye (ciutat russa prop de la base aèria on tenien lloc assajos Zhukovskiy).
- El Su-27S Flanker-B (primer vol el 1981) la primera versió produïda en sèrie, lliurat exclusivament a l'exèrcit soviètic, una versió d'exportació del Su-27SK dissenyat originalment per a la Xina.
- El Su-27UB Flanker-C (primer vol el 1984) és una versió biplaça d'entrenament, però que conserva les capacitats bèl·liques del model convencional.
- El Su-27K Flanker-D (àlies Su-33, primer vol el 1987) és una versió naval dissenyada per equipar l'aviació naval russa del portaavions Almirall Kuznetsov.
- Els Su-27P i Su-27PU Flanker-F Variant 1 (anomenat Su-30) són evolucions del Su-27 i Su-27UB com a caces de llarg abast.
- El Su-30M/MK Flanker-F Variant 2 (1r vol el 1997) són les versions biplaces polivalents, equiparables a l'F-15E Strike Eagle. Ha sigut un èxit significatiu en els mercats d'exportació, amb versions específiques: Su-30MKI Flanker-H per a l'Índia, Su-30 MKA d'Algèria, Su-30MKK Flanker-G, Su-30MK2 i Su-30MK3 a la Xina...
- El Su-27IB/Su-34 Fullback (1r vol el 1990) és una versió de dues places d'atac a terra dissenyat per reemplaçar el Su-24. El fuselatge davanter s'ha vist profundament alterat per encabir 2 seients l'un al costat de l'altre. El seu-32FN (també conegut com a Su-32MF) és una variant d'atac marítim, però des de bases terrestres.
- El Su-27M Flanker-E variant 1 «Super Flanker» (rebatejat Su-35, 1r vol el 1988) és una versió molt modernitzada del Flanker equipada amb un nou radar, cànards i nou control de vol amb aviònica elèctrica.
- El Su-37 Flanker-E variant 2 (1r vol el 1996) és una còpia del Su-35 equipat toveres orientables per tal de vectoritzar l'empenta dels motors de reacció.

Des de la dècada de 1990, hi ha hagut una proliferació de variants, anunciades o realment construïdes, del Su-27. A més, alguns prototips han usat diverses variacions dels exhibidors, i alguns noms poden ser moltes versions diferents.

## Especificacions (Su-27S)
Dades de Gordon and Davison, KNAAPO Su-27SK page, Sukhoi Su-27SK page,
Característiques generals
- Tripulació: 1
- Longitud: 21,9 m
- Envergadura: 14,70 m
- Alçada: 5,92 m
- Superfície de l'ala 62 m²
- Pes buit: 16.380 kg
- Pes carregat: 23.430 kg
- Pes màxim d'enlairament: 30.450 kg
- Motor: 2× turboventiladors Saturn/Lyulka AL-31F 
  - Impuls normal: 7.670 kgf  cada un
  - Impuls amb postcremador: 12.500 kgf cada un
- Angle dominant de l'ala: 42°

 Rendiment 
- Velocitat màxima: Mach 2,35 (2.500 km/h) a altitud
- Abast: 3.530 km  at altitude; (1.340 km)
- Sostre de servei: 18.500 m
- Ràtio d'ascens: 300 m/s[6]
- Càrrega alar: 371 kg/m²
- Impuls/pes: 1,07

Armament

Vistes frontal, lateral i inferior

- 1 × canó automàtic GSh-30-1 de calibre 30 mm i 150 trets
- Fins a 8.000 kg en 10 suports externs
  - Fins a 6 míssils aire-aire de rang mitjà R-27, 2 × míssils aire-aire de guia infraroja R-73